# Perrusson
Perrusson és un municipi francès, situat al departament de l'Indre i Loira i a la regió de Centre – Vall del Loira. L'any 2007 tenia 1.512 habitants.

## Demografia

### Població
El 2007 la població de fet de Perrusson era de 1.512 persones. Hi havia 604 famílies, de les quals 152 eren unipersonals (44 homes vivint sols i 108 dones vivint soles), 228 parelles sense fills, 192 parelles amb fills i 32 famílies monoparentals amb fills.
La població ha evolucionat segons el següent gràfic:
Habitants censats

### Habitatges
El 2007 hi havia 674 habitatges, 610 eren l'habitatge principal de la família, 28 eren segones residències i 36 estaven desocupats. 563 eren cases i 107 eren apartaments. Dels 610 habitatges principals, 397 estaven ocupats pels seus propietaris, 201 estaven llogats i ocupats pels llogaters i 12 estaven cedits a títol gratuït; 4 tenien una cambra, 48 en tenien dues, 158 en tenien tres, 200 en tenien quatre i 200 en tenien cinc o més. 445 habitatges disposaven pel capbaix d'una plaça de pàrquing. A 257 habitatges hi havia un automòbil i a 289 n'hi havia dos o més.

### Piràmide de població
La piràmide de població per edats i sexe el 2009 era:
| Homes | Edats   | Dones |
| ----- | ------- | ----- |
| 0     | 95 o +  | 0     |
| 4     | 90 a 94 | 4     |
| 8     | 85 a 89 | 12    |
| 8     | 80 a 84 | 12    |
| 16    | 75 a 79 | 24    |
| 16    | 70 a 74 | 28    |
| 20    | 65 a 69 | 36    |
| 44    | 60 a 64 | 20    |
| 40    | 55 a 59 | 36    |
| 64    | 50 a 54 | 60    |
| 48    | 45 a 49 | 44    |
| 52    | 40 a 44 | 56    |
| 48    | 35 a 39 | 44    |
| 52    | 30 a 34 | 68    |
| 52    | 25 a 29 | 60    |
| 24    | 20 a 24 | 28    |
| 32    | 15 a 19 | 36    |
| 28    | 10 a 14 | 32    |
| 44    | 5 a 9   | 68    |
| 80    | 0 a 4   | 36    |

## Economia
El 2007 la població en edat de treballar era de 943 persones, 703 eren actives i 240 eren inactives. De les 703 persones actives 662 estaven ocupades (342 homes i 320 dones) i 41 estaven aturades (15 homes i 26 dones). De les 240 persones inactives 99 estaven jubilades, 65 estaven estudiant i 76 estaven classificades com a «altres inactius».

### Ingressos
El 2009 a Perrusson hi havia 622 unitats fiscals que integraven 1.466,5 persones, la mediana anual d'ingressos fiscals per persona era de 16.920 €.

### Activitats econòmiques
Dels 68 establiments que hi havia el 2007, 2 eren d'empreses alimentàries, 7 d'empreses de fabricació d'altres productes industrials, 14 d'empreses de construcció, 24 d'empreses de comerç i reparació d'automòbils, 2 d'empreses de transport, 2 d'empreses d'hostatgeria i restauració, 3 d'empreses immobiliàries, 2 d'empreses de serveis, 6 d'entitats de l'administració pública i 6 d'empreses classificades com a «altres activitats de serveis».
Dels 26 establiments de servei als particulars que hi havia el 2009, 1 era una oficina de correu, 1 funerària, 6 tallers de reparació d'automòbils i de material agrícola, 3 paletes, 1 guixaire pintor, 3 fusteries, 4 lampisteries, 1 electricista, 2 perruqueries, 2 restaurants, 1 tintoreria i 1 saló de bellesa.
Dels 11 establiments comercials que hi havia el 2009, 1 era, 1 un hipermercat, 1 un supermercat, 1 una botiga de menys de 120 m², 1 una fleca, 3 botigues de mobles, 1 una botiga de material de revestiment de parets i terra, 1 una perfumeria i 1 una joieria.
L'any 2000 a Perrusson hi havia 30 explotacions agrícoles que ocupaven un total de 2.109 hectàrees.

## Equipaments sanitaris i escolars
L'únic equipament sanitari que hi havia el 2009 era una farmàcia.
El 2009 hi havia una escola elemental.

## Poblacions més properes
El següent diagrama mostra les poblacions més properes.